# Machito
O machito de cabrito é um prato típico da culinária do México, especificamente de Monterrey (estado de Nuevo León), que consiste numa preparação de vísceras de cabrito enroladas no peritoneu e atadas com a tripa. 
O machito inclui o coração, o fígado e os pulmões do cabrito, embrulhados no peritoneu e atados com a tripa, que foi muito bem lavada. Este “embrulho” é primeiro cozido em água com sal, cebola e malagueta, a fogo lento; depois, enrola-se numa folha de alumínio e coloca-se sobre um assador aberto (como para o churrasco). Quando pronto, o machito tem o aspeto de um paio e pode ser servido em fatias, como petisco.